# KV13
Hrobka KV13 (z anglického King’s Valley 13) je hrobka v Údolí králů v Egyptě. Původně byla postavena pro vysokého úředníka z 19. dynastie Baje, nakonec zde však byl pohřben Montuherchopšef, syn Ramesse III., a jeho synovec Amenherchepšef, syn Ramesse VI.